# Ghiacciaio Vicha
Il ghiacciaio Vicha (in inglese: Vicha Glacier) è un ghiacciaio lungo circa 27 km e largo 6, situato sulla costa di Zumberge, nella parte occidentale della Terra di Ellsworth, in Antartide. In particolare, il ghiacciaio, il cui punto più alto si trova a circa 2.400 m s.l.m., si trova nella parte settentrionale della dorsale Sentinella, nei Monti Ellsworth. Qui, esso fluisce verso sud-est scorrendo lungo il fianco orientale dei monti Ulmer, Washburn e Warren, nelle cime Gromshin, fino ad unire il proprio flusso a quello del ghiacciaio Newcomer.

## Storia
Il ghiacciaio Vicha è stato così battezzato dalla Commissione bulgara per i toponimi antartici in onore della fortezza medievale di Vicha, nella Bulgaria nord-orientale.